# DG-ITX
DG-ITX(한국어: 디지아이티엑스)는 서울특별시 금천구에 본사를 둔 영상처리 기업이다.

## 역사
1998년 2월 27일, 인텔릭스라는 법인으로 설립되었으며, 2009년 12월 22일부로 코스닥 시장에 상장하였다.
2020년, 상호를 ITX엠투엠에서 ITX-AI으로 변경하였다.
2024년 7월 19일, 상호를 ITX-AI에서 현재의 사명인 DG-ITX로 사명을 변경하였다.

## 사업장 현황
- 본점: 서울특별시 금천구 가산디지털1로 212 코오롱 디지털타워에스턴 9층 906호
- 수원공장: 경기도 수원시 권선구 서부로 1449-23, 첨단산업단지

## 내용주
1. ↑  공모가 6,000원에 코스닥 시장에 상장하였으나 2020년, 2021년 및 2022년 감사의견 의견거절에 따라 상장폐지 사유가 발생하여  한국거래소가 개선기간 1년을 부여한 상태[1][2]
2. ↑  신규사업 및 사업 다각화를 위한 사명 변경